# Armée belge reconstituée
L'Armée belge reconstituée (ABR) est un mouvement de la résistance intérieure belge durant la Seconde Guerre mondiale qui s'est constitué au terme de la campagne des 18 jours contre les forces de l'occupant nazi. En juillet 1941, l'organisation est dissoute et fusionnée avec la Légion belge. 

## Historique
L'organisation fut fondée par le Colonel de réserve BEM, Robert Lentz dans le but de reconstituer dans la clandestinité l'armée belge défaite et de poursuivre le combat contre les Allemands. L'organisation était également vouée à tenir le rôle de force de l'ordre afin d'assurer la stabilité nationale dès lors que les occupants auraient été chassés du territoire par les alliés.

## Fusion
En juin 1941, le groupe fusionne avec la Légion belge et en portera désormais le nom
. Par la suite, la légion deviendra à son tour une composante de la plus grande organisation de résistance en Belgique: l'Armée secrète.

## Commandement
- Robert Lentz

### Reconnaissance
- Le groupe ne sera pas reconnu en tant que tel en raison des fusions intervenues en 1941 et 1944.